# London LeGrand
London LeGrand (30 luglio 1966) è un cantante statunitense.
Il suo esordio nella musica è stato nel 2002 coi Brides of Destruction, supergruppo degli Stati Uniti, di cui ha fatto parte per tutto l'arco della carriera, rimanendone l'unico membro originario assieme a Tracii Guns.
Attualmente il futuro della band è sconosciuto, e non si ha notizia di altri progetti da parte di LeGrand.

## La storia
La storia di LeGrand non è stata senza battaglie e senza difficoltà, come del resto quella dei compagni nei Brides. Come altri musicisti del genere che lo hanno preceduto, la sua vita è piena di racconti di vagabondaggio, di viaggi e di stile di vita tipicamente Rock'n'Roll. La sua famiglia si mosse spesso ovunque, mentre London era ancora giovane, il quale fu costretto frequentemente a cambiare scuola, passando da zone come il Carolina del Nord fino a raggiungere luoghi diversi come Hong Kong.
Ancora giovane, London LeGrand si trasferì in Georgia, e si trovò in un'area in cui dilagava la scena musicale degli anni '90. La sua prima band, i Mad Hatter, furono una delle classiche che si esibiva in vari locali, senza però trovare il successo, e quindi destinata a sciogliersi in poco tempo.

### Los Angeles
Quindi London si spostò nella città di Los Angeles, dove sperava di passare ad un "livello successivo". Trascorse il tempo a girovagare per Hollywood in cerca di lavoro e di posti dove vivere, talvolta costretto a passare notti in zone boscose o per strada, come impongono i classici caratteri di una vita sognata da una giovane rock and roll star.

### La svolta
Grazie ad un conoscente, LeGrand arrivò a conoscere Nikki Sixx. In quel momento London lavorava come parrucchiere in un locale conosciuto come Bezzstop. il suo compagno mostrò una foto di London a Nikki, che era in cerca di un cantante per la sua nuova band, e sin dal primo momento, ebbe l'impressione che il ragazzo era il tipo ideale. Poco tempo dopo London venne contattato, per ricoprire il ruolo di cantante nella band creata da Nikki Sixx e Tracii Guns, i Brides of Destruction. Così, i Brides of Destruction si unirono in studio per formare le loro prime canzoni, e Legrand diventò il nuovo frontman della band.

## Discografia

### Con i Brides of Destruction
- 2004 - Here Come the Brides
- 2005 - Runaway Brides

### Con i Souls of We
- 2008 - Let the Truth Be Known